# Proclia
En la mitología griega, Proclia o Proclea (ΠρόκλειαΠρόκλεια, Prókleia) fue una amante del dios Apolo, a quien dio un hijo llamado Tenes. Es la hija de Laomedonte, rey de Troya. Se casó con Cicno, rey de Colonas, y le dio una hija, Hemitea.